# Luis Obdulio Navarro
Luis Obdulio Arroyo Navarro, OFS (Quiriguá, 21 de junho de 1950 - Los Amates, 1 de julho de 1981) foi um mecânico, motorista e catequista guatemalteco, terciário franciscano, assassinado em 1981, junto com o padre franciscano Marcello Maruzzo, durante a guerra civil no país. Ambos foram reconhecidos como mártires e beatificados pela Igreja Católica em 2018.

## Biografia
Luis Obdulio Arroyo Navarro nasceu em uma família modesta e devota, filho de Inácio Arroyo Vargas e Guadalupe Navarro Montes. Trabalhou como mecânico em Puerto Barrios e depois como motorista no município de Los Amates. Em 1976 ingressou na Ordem Terceira Franciscana, dedicando parte do seu tempo ao serviço da Igreja, ensinando catecismo. Ele permaneceu solteiro durante toda a sua vida. Navarro acompanhava o franciscano italiano e missionário Tulio Maruzzo, nas reuniões dos Cursilhos de Cristandade, na paróquia de Quiriguá, como seu motorista voluntário, colaborando na evangelização e catequese dos pobres e camponeses no Departamento de Izabal, e na defesa dos direitos dos camponeses e suas terras.
Mesmo com as ameaças, os dois prosseguiram com suas visitas pastorais. Na noite de 1º de julho de 1981, Maruzzo e Navarro voltavam de uma reunião, quando o carro em que estavam foi emboscado e foram mortos a tiros.

## Processo de beatificação
A causa de beatificação de Luis Obdulio Arroyo e Tulio Maruzzo foi promovida pela província veneziana dos Frades Menores, a partir de 2005. Em 9 de outubro de 2017, o Papa Francisco autorizou ao Cardeal Angelo Amato, SDB, Prefeito da Congregação para as Causas dos Santos, a promulgação do decreto de martírio.
 

Eles foram beatificados em 27 de outubro de 2018, pelo cardeal Giovanni Angelo Becciu, prefeito da Congregação para as Causas dos Santos, em cerimônia na cidade de Morales, Guatemala, do Vicariato Apostólico de Izabal. Segundo o Cardeal Becciu,
"as circunstâncias do martírio do Pe. Tullio e Luis Obdlio são bem conhecidas. A morte foi violentamente infligida a eles por seus assassinos por causa de seu ódio a Cristo e ao Evangelho."
Desde o início da causa, as relíquias dos dois mártires foram transferidas para a igreja paroquial do Sagrado Coração de Jesus de Quiriguá. Navarro, é o primeiro leigo a ser beatificado na América Central e no Caribe.